# Valkyria (berg- och dalbana)
För andra betydelser, se Valkyria (olika betydelser).
Valkyria är en berg- och dalbana i nöjesparken Liseberg i Göteborg. Den togs i bruk den 10 augusti 2018 och ersatte berg- och dalbanan Kanonen. Valkyria är Nordens största och Europas längsta berg- och dalbana av typen "Dive Coaster". (En svensk beteckning skulle kunna vara berg- och dykbana.)

## Placering
Åkattraktionen är placerad i ett nytt 8 000 kvadratmeter stort område där temat är nordisk mytologi. Satsningen på området, som kostade cirka 250 miljoner kronor, innefattar berg- och dalbanan Balder (byggd 2003), åkattraktionen Loke (byggd 2017) samt restauranger, spel och butiker.

## Utformning
Valkyria är en berg- och dalbana av typen "Dive Coaster". De åkande hissas upp för en 47 meter hög backe. Därefter stannar tåget i en nedförsbacke med en 90 graders lutning mot marken. Efter ca 3 sekunder släpps tåget iväg och åker ned för backen. Fallhöjden är 50 meter och i slutet av backen åker tåget ned i en tunnel under marken. Efter tunneln följer en Immelmann innan tåget fortsätter i ett antal svängar och skruvar.
Maxhastigheten är 105 kilometer i timmen och attraktionen har tre tåg med plats för 18 personer per tåg. Attraktionen har 3 inversioner. Banan är 750 meter lång och kapaciteten är upp till 1 100 åkande per timme.